# Naturpark Lüneburger Heide
Naturpark Lüneburger Heide har et areal på 1070 km² og ligger i den nordlige del den tyske delstat Niedersachsen. Naturpark Lüneburger Heide forvaltes af Naturparkregion Lüneburger Heide, og omfatter dele af Landkreisene Lüneburg, Harburg ogHeidekreis og i området bor der 90.000 mennesker.

## Beliggenhed
Naturpark Lüneburger Heide ligger i bytrekanten Hamburg, Bremen og Hannover. Den strækker sig fra Buchholz in der Nordheide mod Nord til efter Soltau mod syd, og fra Schneverdingen mod vest, til Lüneburgs bygrænse mod øst; Der ligger 35 kommuner i naturparken.
Centralt i Naturpark Lüneburger Heide ligger det 234 km² store Naturschutzgebiet (tysk betegnelse for en naturfredning) Lüneburger Heide (kaldes også Naturschutzpark Lüneburger Heide). Denne var indtil februar 2007 identisk med Naturpark Lüneburger Heide og var en af de mindste naturparker i Tyskland, men i 2007 blev arealet firedoblet til nu at omfatte over 1070 km².

## Naturschutzgebiete
I Naturpark Lüneburger Heide ligger 20 Naturschutzgebiete.
Naturschutzgebiete med et areal på over 1 km² er:
- Naturschutzgebiet Lüneburger Heide, 234 km²
- Kiehnmoor, 4 km²
- Oberes Fintautal, 4 km²
- Tal der Kleinen Örtze, 3 km²
- Riensheide mit Stichter See und Sägenmoor, 2,5 km²
- Obere Wümmeniederung, 2 km²
- Brambosteler Moor, 1 km²